# نوعه (یمن)
 نوعه  به عربی ( النوعة  )، روستایی است در عزلهٔ (بنی عّفار) در ناحیهٔ (مجز)، از توابع استان حضرموت در کشور یمن در شبه جزیره عربستان است. 
جمعیت آن ۹۸ نفر (۵ خانوار) می‌باشد.